# Xabier Fernández
Xabier Fernández Gaztañaga (Ibarra, 19 de octubre de 1976) es un deportista español que compitió en vela en la clase 49er.
Aunque también hizo incursiones en el ciclismo amateur, a los 7 años ya se había iniciado como regatista en el Club de Vela Navarra. Sus primeros contactos con este deporte tuvieron lugar en el embalse de Yesa durante sus vacaciones de verano.
Participó en tres Juegos Olímpicos de Verano, obteniendo dos medallas, oro en Atenas 2004 y plata en Pekín 2008, ambas en la clase 49er (junto con Iker Martínez), y el 12.º lugar en Londres 2012, en la misma clase.
Ganó cuatro medallas en el Campeonato Mundial de 49er entre los años 2001 y 2010, y siete medallas en el Campeonato Europeo de 49er entre los años 2000 y 2008.
En 2011 fue nombrado Regatista Mundial del Año por la Federación Internacional de Vela junto con su compañero de la clase 49er, Iker Martínez.

## Palmarés internacional
| \| Juegos Olímpicos \| Juegos Olímpicos \| Juegos Olímpicos \| Juegos Olímpicos \| \| Año \| Lugar \| Medalla \| Clase \| \| ------------------ \| --------------------------- \| ----------------- \| ---------------- \| \| 2004 \| Atenas ( Grecia) \| Medalla de oro \| 49er \| \| 2008 \| Pekín ( China) \| Medalla de plata \| 49er \| \| Campeonato Mundial \| \| \| \| \| Año \| Lugar \| Medalla \| Clase \| \| 2001 \| Malcesine ( Italia) \| Medalla de plata \| 49er \| \| 2002 \| Kaneohe ( Estados Unidos) \| Medalla de oro \| 49er \| \| 2004 \| Atenas ( Grecia) \| Medalla de oro \| 49er \| \| 2010 \| Freeport ( Bahamas) \| Medalla de oro \| 49er \| \| Campeonato Europeo \| \| \| \| \| Año \| Lugar \| Medalla \| Clase \| \| 2000 \| Medemblik ( Países Bajos) \| Medalla de bronce \| 49er \| \| 2001 \| Brest ( Francia) \| Medalla de plata \| 49er \| \| 2002 \| Grimstad ( Noruega) \| Medalla de oro \| 49er \| \| 2003 \| Laredo ( España) \| Medalla de bronce \| 49er \| \| 2006 \| Weymouth ( Reino Unido) \| Medalla de bronce \| 49er \| \| 2007 \| Marsala ( Italia) \| Medalla de oro \| 49er \| \| 2008 \| Palma de Mallorca ( España) \| Medalla de oro \| 49er \| |                             |                   |       |
| Juegos Olímpicos |                             |                   |       |
| Año | Lugar                       | Medalla           | Clase |
| 2004 | Atenas ( Grecia)            | Medalla de oro    | 49er  |
| 2008 | Pekín ( China)              | Medalla de plata  | 49er  |
| Campeonato Mundial |                             |                   |       |
| Año | Lugar                       | Medalla           | Clase |
| 2001 | Malcesine ( Italia)         | Medalla de plata  | 49er  |
| 2002 | Kaneohe ( Estados Unidos)   | Medalla de oro    | 49er  |
| 2004 | Atenas ( Grecia)            | Medalla de oro    | 49er  |
| 2010 | Freeport ( Bahamas)         | Medalla de oro    | 49er  |
| Campeonato Europeo |                             |                   |       |
| Año | Lugar                       | Medalla           | Clase |
| 2000 | Medemblik ( Países Bajos)   | Medalla de bronce | 49er  |
| 2001 | Brest ( Francia)            | Medalla de plata  | 49er  |
| 2002 | Grimstad ( Noruega)         | Medalla de oro    | 49er  |
| 2003 | Laredo ( España)            | Medalla de bronce | 49er  |
| 2006 | Weymouth ( Reino Unido)     | Medalla de bronce | 49er  |
| 2007 | Marsala ( Italia)           | Medalla de oro    | 49er  |
| 2008 | Palma de Mallorca ( España) | Medalla de oro    | 49er  |

## Palmarés internacional vela oceánica
- Año 2012-2013. Campeón de America's Cup World Series 2012-2013 y campeones del Newport 2012 Match Race event y campeones en San Francisco 2012 Fleet Race con el Luna Rossa.
- Año 2011. ISAF WORLD SAILOR OF THE YEAR, junto con Iker Martínez de Lizarduy.
- Año 2011. Barcelona World Race 2010-2011 a bordo del "Mapfre".
- Año 2009. Volvo Ocean Race 2008-09 a bordo del “Telefónica azul” como trimmer y caña
  - Terceros en la clasificación general.
  - Dos victorias de etapa.
  - Cuatro victorias inshore.
  - Dos victorias en metas volantes.
- Año 2005. Volvo Ocean Race 2005-06 a bordo del "Movistar" como trimmer
  - Primer barco español en lograr una victoria de etapa en la Vuelta al Mundo.

## Premios, reconocimientos y distinciones
- Medalla de Plata de la Real Orden del Mérito Deportivo, otorgada por el Consejo Superior de Deportes (2002)
- Medalla de Oro de la Real Orden del Mérito Deportivo, otorgada por el Consejo Superior de Deportes (2006)